# Puesta (huevos)

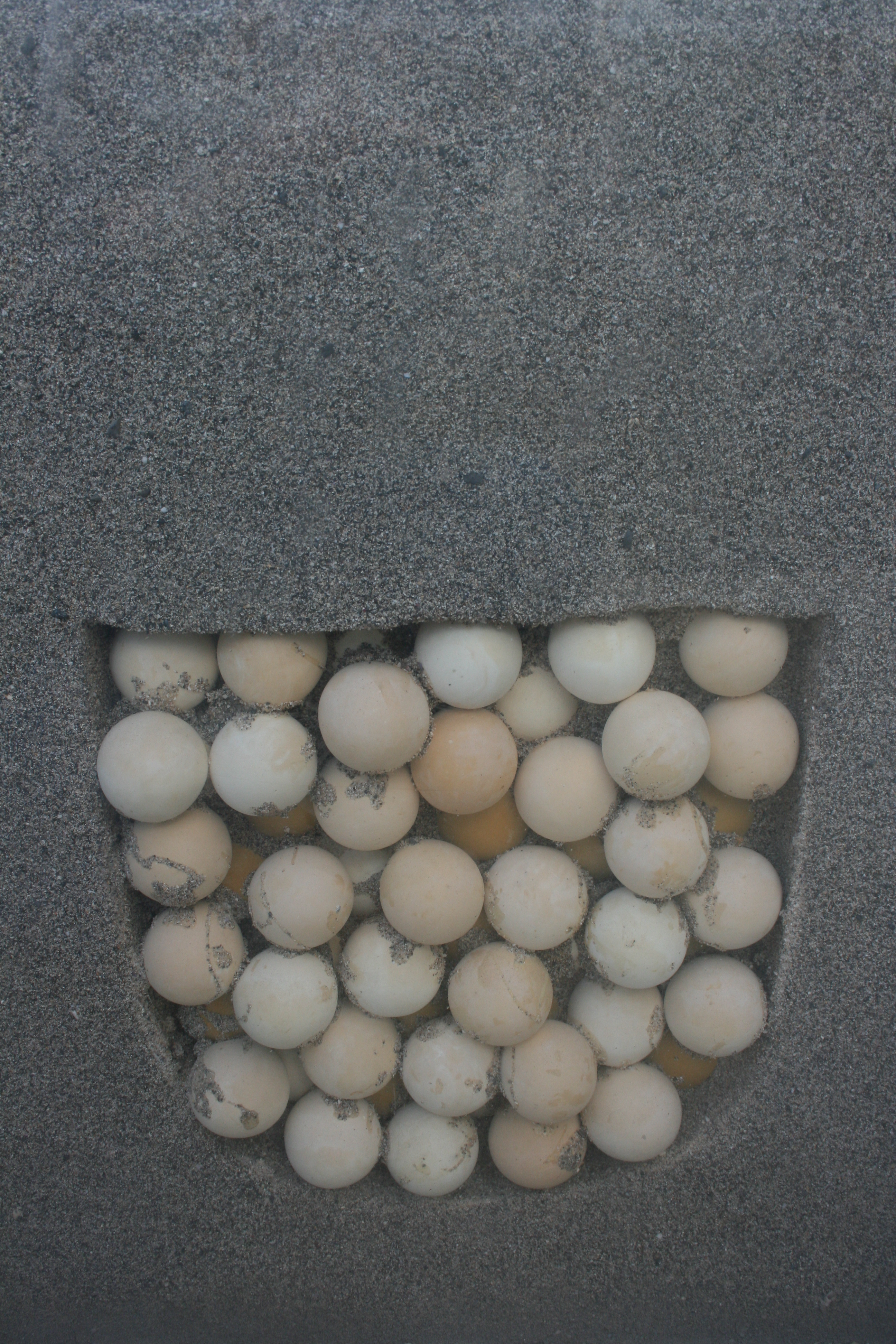
Una puesta de tortuga marina.

Una puesta de huevos es el grupo de huevos producidos por los anfibios, y reptiles, a menudo en una sola vez, y en particular aquellos depositados en un nido.
En las aves, la destrucción de una puesta por depredadores (o la extracción por los seres humanos, por ejemplo como parte del programa de reproducción del cóndor de California) da lugar a una segunda puesta. La técnica se utiliza para duplicar la producción de los huevos de determinadas especies, en el caso del cóndor de California, específicamente para aumentar el tamaño de la población.

## Tamaño
El tamaño de la puesta varía mucho entre especies, a veces incluso dentro de un mismo género. También puede variar dentro de la misma especie, debido a diversos factores, incluyendo el hábitat, la salud, la nutrición, las presiones de la predación y la época del año.  La variación en el tamaño de la puesta también puede reflejar la variación en el esfuerzo de reproducción óptima. Especies de larga vida tienden a tener puestas de menor tamaño que especies de vida corta (véase también la teoría de la Selección K). La evolución del tamaño de la puesta óptimo también es impulsado por otros factores, como los conflictos entre padres e hijos.
El tamaño de puesta registrado en las notas de campo ornitológico puede o no incluir los huevos perdidos o rotos.

## Galería

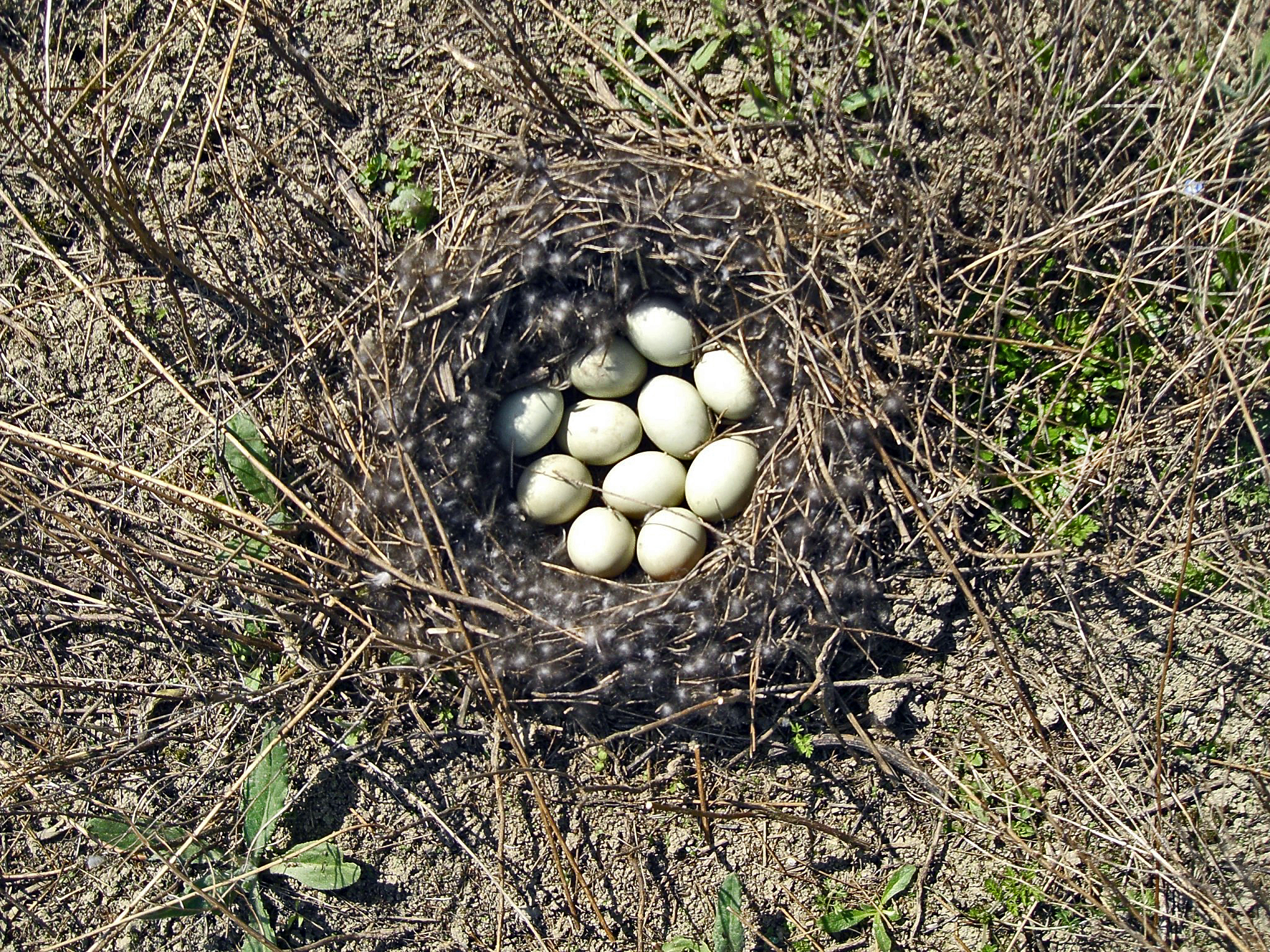
Una gran puesta del ánade real (Anas platyrhynchos), o posiblemente sea de dos hembras
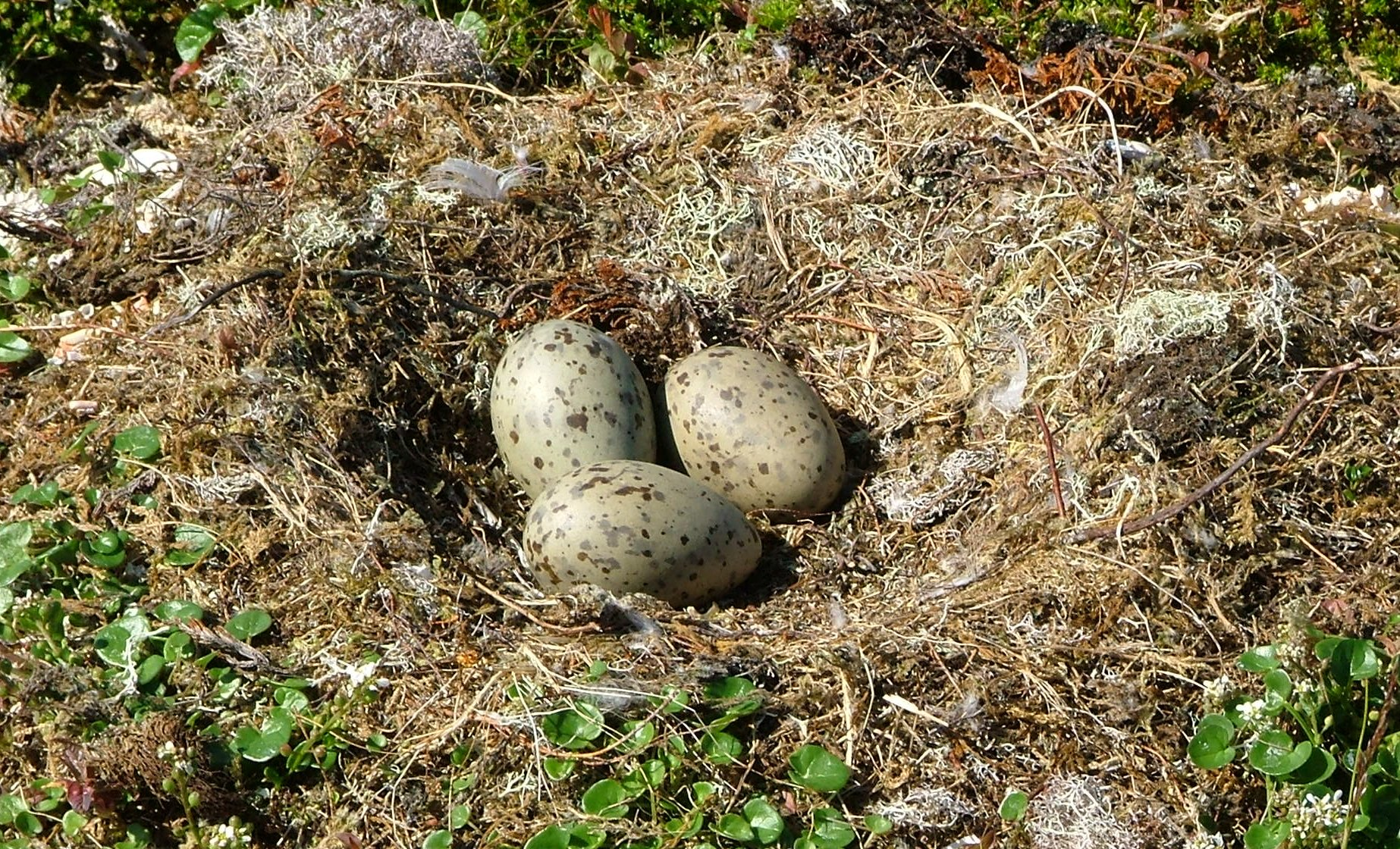
Puesta pequeña del gavión atlántico (Larus marinus)
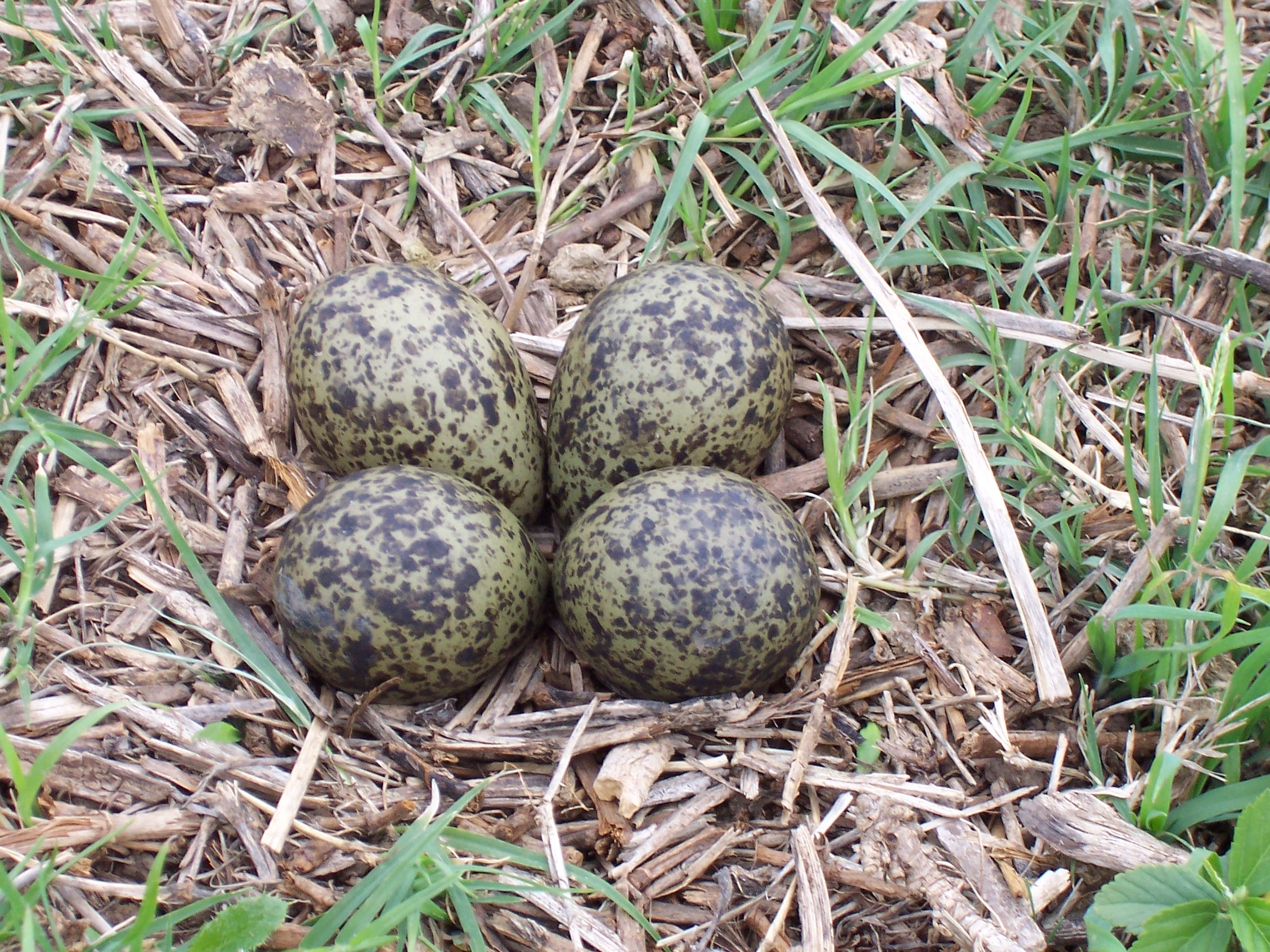
Puesta de tamaño típico, avefría militar (Vanellus miles)
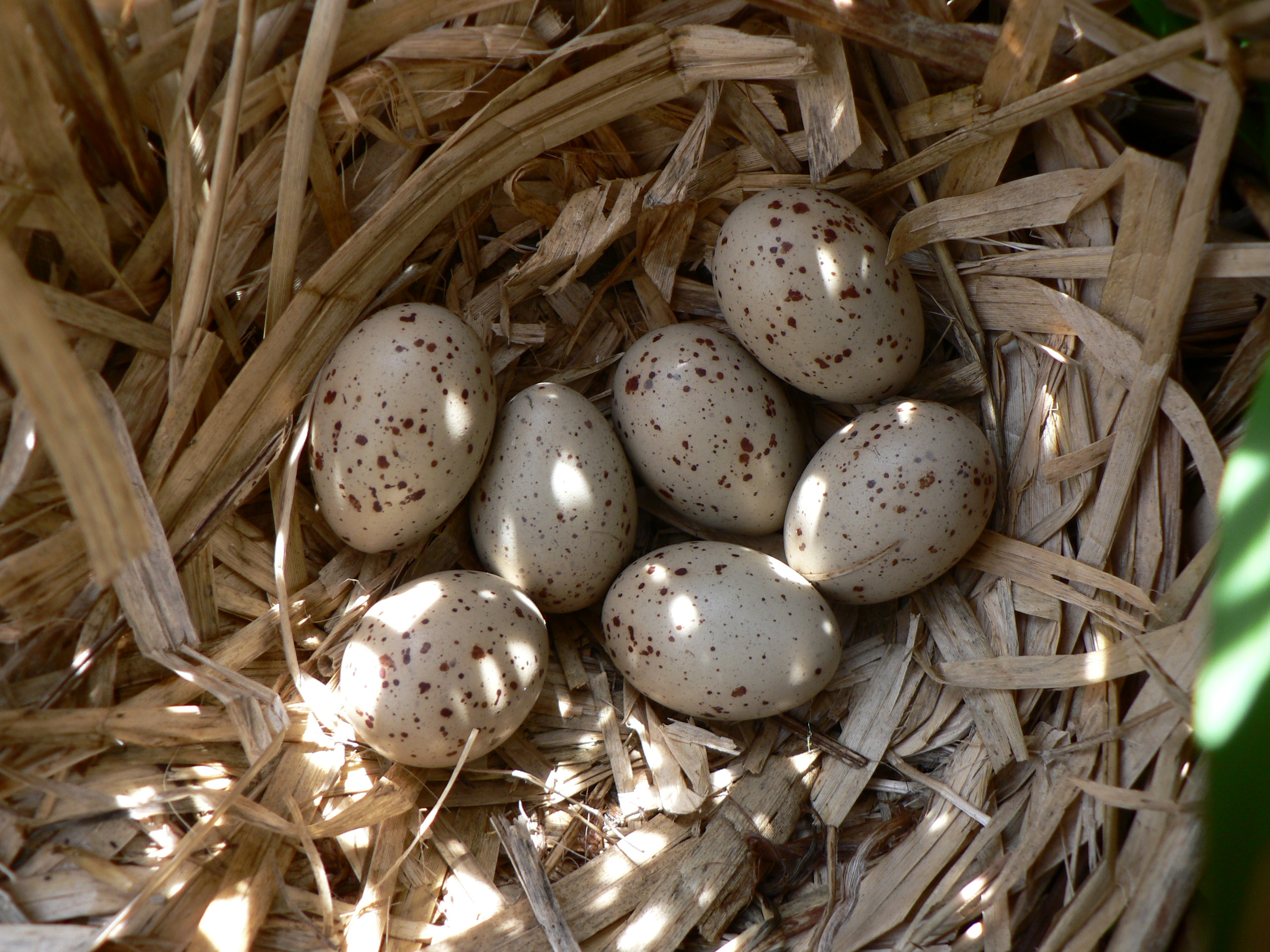
Puesta pequeña, polla gris (Gallinula chloropus),
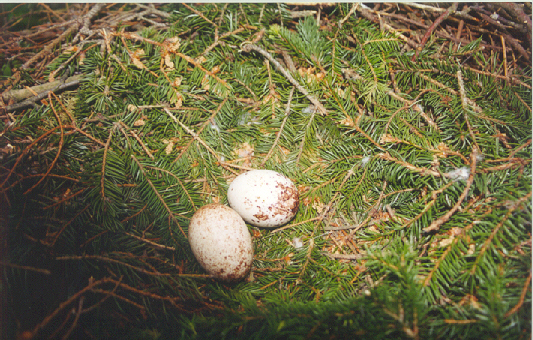
Puesta típica, águila pomerana, (Aquila pomarina)
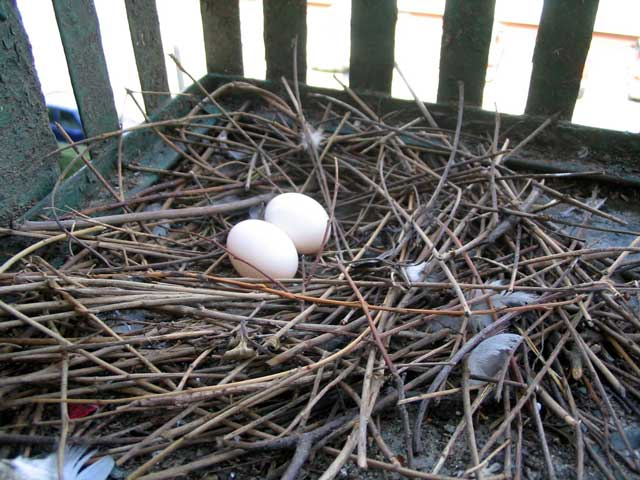
Puesta típica, paloma bravía, (Columba livia domestica)
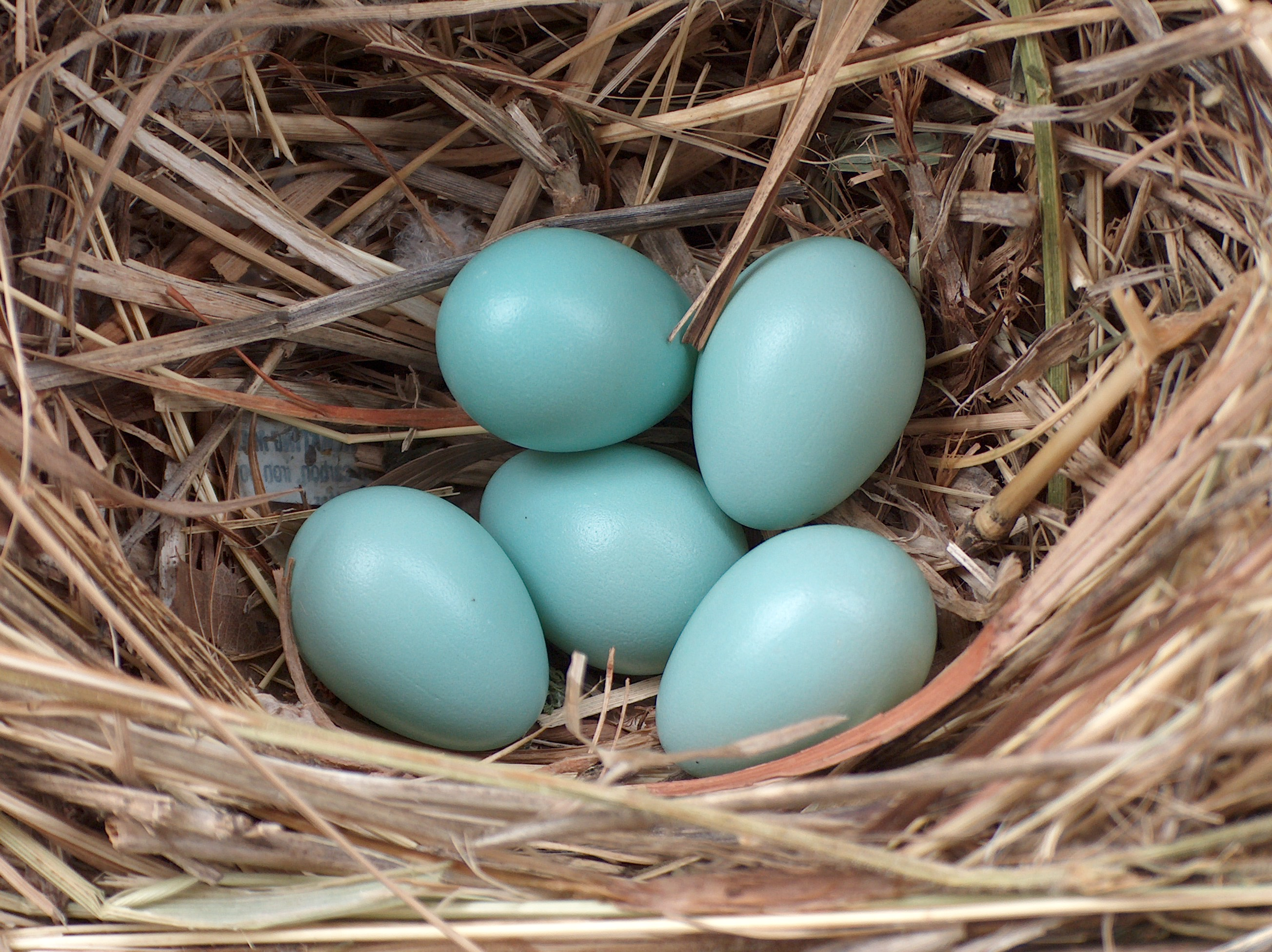
Estornino pinto (Sturnus vulgaris), puesta típica
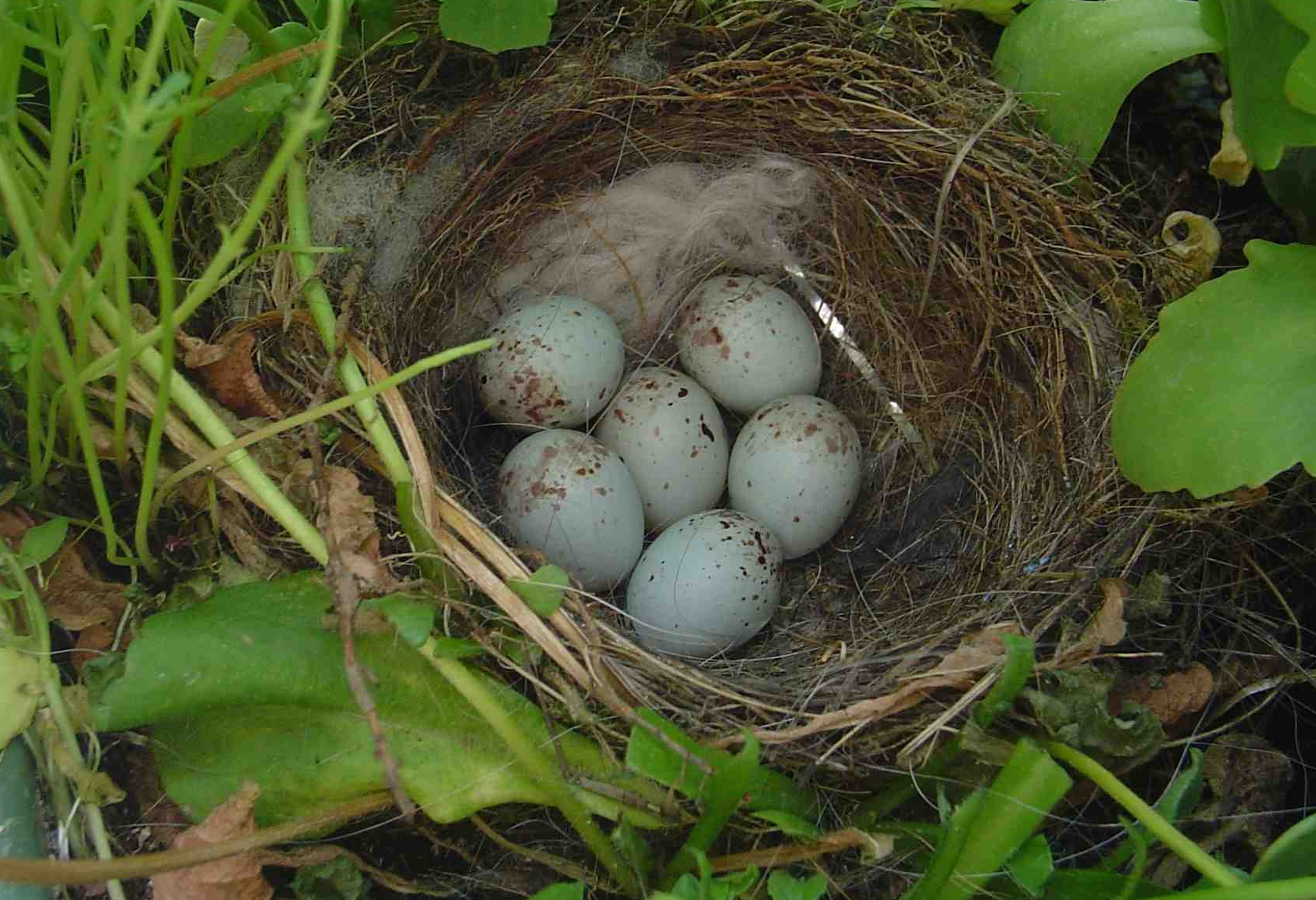
European Goldfinch (Carduelis carduelis), puesta grande
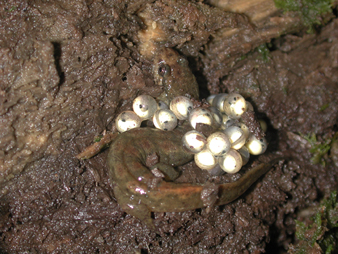
Northern dusky salamander (Desmognathus fuscus), puesta típica